# Spider-Woman (Jessica Drew)
Jessica Drew alias Spider-Woman is een fictieve superheldin uit de strips van Marvel Comics. Ze verscheen voor het eerst in Marvel Spotlight #32 (februari 1977). Hoewel ze een tijdje populair was in de jaren 70 van de 20e eeuw (ze had zelfs een eigen serie genaamd Spider-Woman die 50 delen liep), raakte ze uiteindelijk haar krachten kwijt, waara de Spider-Woman identiteit door anderen werd overgenomen. Recentelijk is ze echter teruggekeerd en is nu lid van de Avengers.

## Biografie
Op jonge leeftijd werd Jessica Miriam Drew, de dochter van Jonathan en Miriam, blootgesteld aan een dodelijke dosis straling. Om haar te redden, injecteerde haar vader haar met een experimenteel serum gebaseerd op het bloed van spinnen. Omdat het serum niet leek te werken, riep hij de hulp in van de maker: Herbert Wyndham, de man die later bekend zou komen te staan als de High Evolutionary. Hij plaatste haar in een “genetische versneller”. Terwijl ze in de versneller verbleef, werd ze maar heel langzaam ouder. Toen ze tientallen jaren later uit de machine tevoorschijn kwam, was ze nog maar 17. Al snel bleek dat het spinnenserum gecombineerd met haar verblijf in de gentische versneller een uniek effect had.
Jessica groeide op onder toezicht van Bova op Mount Wundagore. Ze werd uiteindelijk gerekruteerd door HYDRA. Via manipulatie overtuigden ze haar dat ze geen mens was maar een geëvolueerde spin. Ze werkt een tijdje voor HYDRA onder het alias Arachne. Tijdens een missie tegen S.H.I.E.L.D. leerde Jessica HYDRA’s ware aard kennen, en keerde zich tegen de organisatie. Onder haar nieuwe codenaam, Spider-Woman, spoorde ze de moordenaar van haar vader op. Met behulp van de tovenaar Magnus, die een van haar sterkste bondgenoten werd, verhuisde ze naar Los Angeles en begon een carrière als gekostumeerde held.
In haar begindagen als Spider-Woman besloot Jessica haar verblijf in Los Angeles geheim te houden. Ze bevocht vijanden als de Brothers Grimm, Hangman, de Enforcer en Waxman. Ze nam een baan aan bij het Hatros Instituut als secretaresse. Toen ze deze baan verloor, werd ze op advies van Spider-Man een premiejager voor onder andere de FBI.
In het laatste avontuur in haar eigen stripserie bevocht Jessica Magnus’ aartsvijand Morgan le Fey in de 6e eeuw. Hoewel ze Morgan wist te verslaan, werd Jessica zelf gescheiden van haar lichaam en gevangen op het astrale niveau samen met Morgan. Tigra ontdekte Jessica’s lichaam en waarschuwde de Avengers en Dr. Strange. Dr. Strange was in staat Jessica te helpen en Morgan gevangen te zetten, maar dit kwam met een prijs: Jessica leek al haar superkrachten te hebben verloren. Ze vatte het echter licht op en nam een baan als privédetective in San Francisco.
Gedurende de tijd dat ze haar gave om bioelektrische energie te genereren, ontdekte ze dat haar andere superkrachten langzaam terugkeerden. Ze bezat nog steeds bovenmenselijke kracht en wendbaarheid plus de kracht om op muren te kruipen. Ze werd een tijdje de bondgenoot van Patch (een oud alter-ego van Wolverine) totdat haar krachten werden gestolen door Charlotte Witter, die ze gebruikte om de superschurk Spider-Woman te worden. Na de diefstal werd Jessica de mentor en leraar van Mattie Franklin, die de Spider-Woman identiteit had overgenomen.
Nadat ze haar krachten terugkreeg van de mysterieuze HYDRA agent Mr. Conelly, werd Jessica lid van S.H.I.E.L.D en later van het nieuwe Avengers team. HYDRA’s doctoren herstelden Jessica’s krachten via een 17 maanden lange serie van operaties. De operatie gaf haar ook de gave om te vliegen. Ze dreigden echter haar krachten af te nemen als ze niet meewerkte. Recentelijk bekende ze tegenover Captain America dat ze een dubbelagent was die aan zowel Nick Fury van S.H.I.E.L.D., als HYDRA rapporteerde.

### Spider-Woman: Origin
Op 21 december 2005 publiceerde Marvel het eerste deel van de serie Spider-Woman: Origin, een vijfdelige miniserie geschreven door Brian Michael Bendis (New Avengers, Daredevil, Ultimate Spider-Man) en Brian Reed (Ms. Marvel, Ultimate Spider-Man: The Video-Game). De miniserie heeft als doel Spider-Woman’s achtergrondverhaal te stroomlijnen en op te schonen zodat enkele tegenstrijdigheden werden verwijderd.
In Origin, werden de volgende zaken gemodificeerd:
- Merriem Drew (Jessica’s moeder) werd nu Miriam Drew.

- De Drews verhuisden naar Wundagore Mountain voor Jessica’s geboorte.

- Jessica's vader, Jonathan, vond nooit Uranium op hun land. In plaats daarvan werd hun onderzoek gefinancierd door HYDRA. Het is niet zeker wat voor connectie, als die er al is, Jonathan in “Origin” heeft met Edgar Wyndham (die in de originele Spider-Woman boeken Jonathans beste vriend was) en met de High Evolutionary.

Origin verwijderd ook het gehele spinnenbloed serum en genetische versneller element. In plaats daarvan krijgt Jessica haar krachten nog voor haar geboorte, doordat haar moeder wordt geraakt door een laserstraal met DNA van verschillende spinnensoorten (de Drews probeerden de natuurlijke eigenschappen van spinnen over te brengen op mensen). Hiermee werd ook een andere alternatieve oorsprong van Spider-Woman uit de wereld geholpen: een waarin Jessica haar leven begon als een spin die door de High Evolutionary werd geëvolueerd tot een menselijke vorm.
Nadat Jessica’s ouders onder mysterieuze omstandigheden verdwijnen wordt Jessica onder valse voorwaarden gerekruteerd door HYDRA, en getraind tot een formidabele vechter/huurmoordenaar.

## Krachten en vaardigheden
Jessica beschikt over verschillende bovenmenselijke vaardigheden, allemaal als gevolg van het originele experiment dat haar haar krachten gaf.
- Bovenmenselijke kracht
- Superscherp gehoor.
- Verhoogde reflexen , wendbaarheid, uithoudingsvermogen en snelheid.
- Kleverige aanraking die haar in staat stelt tegen muren en andere oppervlakken op te klimmen via elektro-statische aanhechting.
- Immuniteit voor alle vormen van niet-corrosief gif na de eerste blootstelling.
- Immuniteit voor alle vormen van straling.
- 'Venom blast'. Stralen van bio-elektrische energie (gelijk aan een kleine bliksem) die haar lichaam genereert. Deze stralen kunnen variëren in intensiteit van een kleine schok tot genoeg om iemand bewusteloos te krijgen of zelfs te doden.
- Feromoon generatie. Haar metabolisme genereert feromonen die haar enorm aantrekkelijk maken voor mannen en vrouwen afweren. Als ze zich genoeg concentreert kan ze via deze gave mannen haar wil opleggen.
- Vliegen. Jessica kon eerst slechts kleine stukken zweven, mede dankzij de “vleugels” aan haar kostuum. De afstand die ze kon afleggen is in de loop der jaren toegenomen.

Naast al haar krachten is Jessica een expert in vechtsporten waaronder boksen, judo, karate en capoeira. Ze heeft ook training gehad in het hanteren van veel andere wapens, vooral tijdens haar periode bij HYDRA. Ze is een ervaren atleet, en spreekt naast Engels ook Russisch, Japans, Frans, Spaans, Portugees, Koreaans en Duits.

## Ultimate Spider-Woman
In Ultimate Spider-Man #98 verscheen voor het eerst de Ultimate Marvel versie van Spider-Woman. In deel #102 werd onthuld dat ze een kloon is van Peter Parker, wiens chromosomen bij het kloonproces werden aangepast zodat de kloon een vrouw werd. Ze lijkt dan ook sterk op Peter. Ze zou oorspronkelijk een eigen identiteit krijgen als "Jessica Drew" met eigen herinneringen, maar ze ontsnapte voordat het proces kon worden uitgevoerd. Daardoor behield ze Peter Parkers herinneringen.
Spider-Woman was bedoeld als agent voor de CIA. Haar krachten zijn verhoogde wendbaarheid, kracht, reflexen en de gave om op muren te kruipen. Ze heeft geen Venom Blasts, maar kan wel webben afvuren vanuit haar vingertoppen.

## Spider-Woman in andere media

### Film
Jessica Drew / Spider-Woman verschijnt als een van de hoofdpersonages in de animatiefilm Spider-Man: Across the Spider-Verse uit 2023. Hierin wordt ze ingesproken door Issa Rae, en in de Nederlandse versie door Charmaine Yard. In de film is Jessica Drew een hoogzwanger personage.

### Televisie
- Een Spider-Woman animatieserie met in de hoofdrol Jessica Drew kwam uit in 1979. Jessica’s stem werd hierin gedaan door Joan Van Ark. De serie bestond slechts uit 1 seizoen van 16 afleveringen. In de serie is Jessica een journalist van Justice Magazine. Spider-Man had een paar gastoptredens in deze serie.

- Spider-Woman had ook twee live action optredens op TV:
  - Een cameo rol in de maar kortlopende TV serie, Once A Hero, over een stripboekheld die “zijn wereld” verlaat om zijn bedenker te vinden.
  - De Saturday Night Live sketch, "Superhero Party", oorspronkelijk uitgezonden op 17 maart 1979. De sketch bevatte Margot Kidder als Lois Lane, met Superman, Flash, Lana Lang, Hulk, Thing, Spider-Man, Spider-Woman, Ant-Man, en Invisible Woman.

### Computerspellen
Spider-Woman is een bespeelbaar personage in het computerspel Marvel: Ultimate Alliance. Ze bezit hierin alle krachten die haar stripboekversie ook heeft, behalve de bovenmenselijke kracht.